# AOL
AOL (stilizat ca Aol., anterior o companie cunoscută ca AOL Inc. și cunoscut inițial ca America Online) este un furnizor de portal web și serviciu online cu sediul în New York City. Este o marcă comercializată de Yahoo! Inc.
Serviciul își urmărește istoria de la un serviciu cunoscut ca PlayNET. PlayNET și-a licențiat software-ul la Quantum Link (Q-Link), care a intrat online în noiembrie 1985. Un nou client IBM PC s-a lansat în 1988, și s-a redenumit eventual ca America Online în 1989. AOL a crescut pentru a deveni cel mai mare serviciu online, înlocuind jucători recunoscuți precum CompuServe și The Source. Până în 1995, AOL a avut aproximativ trei milioane de utilizatori activi.
AOL a fost (la un moment dat) cea mai recunoscută marcă de pe web în Statele Unite. AOL a furnizat odată un serviciu de internet prin linie telefonică pentru milioane de americani și a pioneriat mesageria instantanee și camerele de chat cu AOL Instant Messanger (AIM). În 1998, AOL a cumpărat Netscape pentru 4 2 miliarde de $. Până în 2000, AOL a furnizat servicii de internet către 20 de milioane de consumatori, dominând piața de furnizori de servicii internet (ISP-uri). În 2001, la apogeul popularității sale, a cumpărat conglomeratul media Time Warner în cea mai mare fuziune în istoria SUA. AOL s-a micșorat rapid după aceea, parțial datorită declinului internetului prin linie telefonică și creșterea broadband-ului. AOL a fost eventual desprins din Time Warner în 2009, cu Tim Armstrong numit ca noul director general. Sub conducerea sa, compania a investit în mărci media și tehnologii de publicitate.
Pe 23 iunie 2015, AOL a fost achiziționat de Verizon Communications pentru 4 4 miliarde de $. Pe 3 mai 2021, Verizon a anunțat că își va vinde Yahoo și AOL căre firma de acționare privată Apollo Global Management pentru 5 miliarde de $. La 1 septembrie 2021, AOL a devenit parte a noului Yahoo! Inc.

## Istoric
Compania a fost inițial înființată sub denumirea de Control Video Corporation în anul 1983. După mai multe schimbări de nume, entitatea a devenit America Online și, ulterior, AOL Inc. În 2009, AOL s-a separat de Time Warner și a devenit o companie independentă.
În anul 2015, AOL a fost achiziționată de Verizon Communications. AOL a efectuat de asemenea mai multe achiziții, inclusiv a rețelei europene de distribuție video goviral în ianuarie 2011 și a publicației online HuffPost în martie 2011, pentru suma de 315 milioane de dolari americani.

## Servicii
Compania oferă o gamă variată de servicii, inclusiv acces la internet, știri, informații sportive, previziuni meteo și cotații bursiere. AOL operează și MapQuest, un serviciu online de hărți și indicații de orientare.
În noiembrie 2011, compania avea peste 3,5 milioane de abonați la Internet prin dial-up, dintre care 200.000 s-au abonat în anul 2010, plătind între 9.99$ - 25.90$ pe lună pentru o conexiune de tip dial-up de aproximativ 56 Kbps sau BYOA.